# شرکت یاماها موتور
یاماها موتور (به ژاپنی: ヤマハ発動機株式会社) یک شرکت ژاپنی است که در زمینه طراحی، توسعهٔ فناوری و تولید موتورسیکلت، محصولات دریایی مانند جت‌اسکی، موتور قایق‌رانی و دیگر محصولات موتوری فعال است. این شرکت در سال ۱۹۵۵ پس از جدایی از شرکت یاماها تأسیس شد (با این حال، شرکت یاماها همچنان بزرگترین سهامدار شرکت خصوصی با ۹.۹ درصد از سال ۲۰۱۹ است) و دفتر مرکزی آن در ایواتا، شیزوئوکا ژاپن قرار دارد. این شرکت از سال ۲۰۱۲ عملیات توسعه، تولید و بازاریابی را از طریق ۱۰۹ شرکت تابعه تلفیقی انجام می‌دهد.
از محصولات بارز این کمپانی می‌توان به یاماها وی‌مکس اشاره کرد.